# Bronisława Dowiakowska
Bronisława Dowiakowska est une chanteuse d'opéra polonaise née le 9 février 1840 à Varsovie et morte le 3 février 1910 dans la même ville.

## Biographie

### Carrière de chanteuse d'opéra
À l'âge de 14 ans, elle commence à étudier le chant avec Jan Ludwik Quattrini (pl). Elle se produit dans des concerts. Elle fait ses débuts sur scène le 20 avril 1858 aux théâtres du gouvernement de Varsovie dans le rôle d'Eleonora (Alessandro Stradella de Friedrich von Flotow). Par la suite, elle joue les rôles suivants : Marguerite de Valois (Les Huguenots de Giacomo Meyerbeer) et Elvira (Les Puritains de Vincenzo Bellini). Le 1er mars 1859, elle est engagée par le WTR, puis se lie au Grand Théâtre de Varsovie,. Pendant 36 ans, elle y est la soliste la mieux payée.
En 1864, elle épouse un employé de bureau, Jakub Klimowicz, mais continue d'utiliser son nom de jeune fille. Entre 1873 et 1885, elle se produit à Cracovie, Kiev, Lviv et Odessa.

### Carrière dans l'enseignement
Après avoir interprété plus de 100 rôles d'opéra et sa dernière représentation (2 septembre 1894), elle se tourne vers l'enseignement. Elle enseigne le chant, entre autres, à Wiktoria Kawecka (pl).
À partir de 1908, elle siège au conseil d'administration de la société de théâtre amateur Bogusławski.

### Style vocal
La voix de la chanteuse étonne les auditeurs et les connaisseurs de l'époque par sa variété particulière de soprano : du la grave au contre-mi. La soliste pouvait contrôler le chœur et l'orchestre avec sa voix, qui lui permettait de chanter des parties dramatiques, lyriques et colorature. Le public ravi lui jette  des fleurs et des objets de valeur à ses pieds après chaque représentation.
Elle est la première Hanna du Straszny dwór de Stanisław Moniuszko (1864).